# De beghinselen der weeghconst

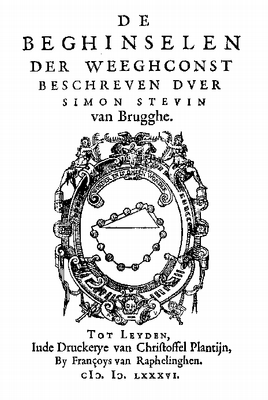
Voorblad van De Beghinselen der Weeghconst, 1586. Stevin gebruikte de "Clootcrans" om aan te tonen dat een zelfbeweger niet bestaat.

De Beghinselen der Weeghconst is een boek over weegkunde, geschreven door Vlaamse natuurkundige Simon Stevin. 
Het boek werd in 1586 uitgegeven, in één band met De Weeghdaet, De Beghinselen des Waterwichts en een Anhang. In 1605 kwam er nog een Byvough der weeghconst.
Met weegkunde ("Weeghconst") bedoelt Stevin een theoretisch vak dat hij vergelijkt met meetkunde ("Meetconst") en rekenkunde ("Telconst"). Deze weegkunde geeft de theorie voor het berekenen van gewichtseffecten (krachten) in situaties waarin verschillende 'lichamen' elkaar in evenwicht houden. 
De weegkunde is wat we nu de statica noemen, een onderdeel van de mechanica.

## Inhoud
De Beghinselen der Weeghconst bestaat uit twee aparte delen, samen 95 bladzijden, verdeeld in 10 stukken. 
Het boek begint met definities, waarna de stellingen aan bod komen ("voorstel"), compleet met "'t Gegheven", "'t Begheerde" en "'t Bewys", zoals Euclides dit gedaan had voor de meetkunde. 

### Deel I
- Begin: Lofdichten, Opdracht aan Rudolf II, Uytspraeck vande Weerdicheyt der Duytsche Tael, Cortbegryp
- Bepalinghen en Begheerten (definities en uitgangspunten)
- Voorstel 1 t/m 4: de hefboomwet
- Voorstel 5 t/m 12: evenwicht van een pilaer met gewichten
- Voorstel 13 t/m 18: vervolg, met hefwicht, twee steunpunten
- Voorstel 19: evenwicht op een hellend vlak, met clootcrans
- Voorstel 20 t/m 28: pilaer met scheefwichten, hangend, ieder lichaam

### Deel II
- Voorstel 1 t/m 6: zwaartepunt van platten - driehoek, rechtlijnig plat
- Voorstel 7 t/m 13: trapezium, delen, brandsnede
- Voorstel 14 t/m 24: zwaartepunt van lichamen - pilaar, piramide, brander
- De Weeghdaet
- De Beghinselen des Waterwichts
- Anhang
- Byvough